# Burgazada, Adalar
Burgazada là một xã thuộc huyện Adalar, tỉnh Istanbul, Thổ Nhĩ Kỳ.